# Aural Vampire
Aural Vampire (オーラルヴァンパイア, ōraru vanpaia) est un groupe japonais de dark wave, originaire de Tokyo. Il est composé de Exo-Chika et de Raveman.

## Histoire
Le groupe est formé en 2004. Les deux membres, Exo-Chika (chant et texte) et de Raveman (musique), se rencontrent au lycée. Ils enregistrent plusieurs cassettes ensemble en parallèle au groupe de techno hardcore de leurs amis. Après leur première performance, ils commencent à jouer sous le nom d'Aural Vampire.
Ils sortent leur premier album Vampire Ecstasy en 2004 sur un label indépendant, puis un EP trois titres, intitulé Death Folder, en téléchargement libre sur leur site web en 2005. Ils se font connaître en France en participant aux soirées Tokyo Decadance à Paris en mai 2007, et en participant à plusieurs pré-génériques de lancement de la chaîne de télévision Nolife. Leurs deux premiers clips, Freeeeze!! et Hot Blood Workout, sont réalisés par Alex Pilot, le premier à Tokyo et le second en France. En août 2007, ils signent chez Avex Trax. Ils publient ensuite trois EP auto-intitulés sur iTunes. Leur deuxième album, Zoltank, est publié le 5 mai 2010.
En 2008 et 2010, Aural Vampire apparait à l'Anime Matsuri annuel de Houston, au Texas. En 2009, Aural Vampire, ils apparaissent au Katsucon 15, et à l'AnimagiC en Allemagne. Aural Vampire tourne en Amérique du Nord en 2010 en soutien au groupe canadien The Birthday Massacre, et apparaissent aux Anime Central et Convencion de Juegos de Mesa y Comics. Aural Vampire apparait au Mang'Azur, en France, en 2013.
Aural Vampire joue un morceau dans le jeu vidéo Let It Die, sorti en 2017.

## Discographie

### Chansons diverses
- Hot Blood Workout
- Freeeeze
- Economical Animal
- Basara
- Maria Rhythm
- Voodoovocoder
- Stukje
- Innsmouth
- KAIDOKU (カイドク?)
- MADONNA SCHIZOID Ⅴ. (Ⅴ.マドンナスキゾイド?)
- Yagi Parade
- Cannibal Coast
- Transcrypt